# Усов, Владимир Александрович (активист)
Влади́мир Алекса́ндрович У́сов (16 марта 1954, Вентспилс — 21 августа 1991, Москва) — один из трёх погибших защитников Белого дома во время августовского путча 1991 года. Герой Советского Союза (1991, посмертно).

## Биография
Родился в семье военного, впоследствии контр-адмирала Военно-морского флота Александра Арсентьевича Усова. Окончил Магаданскую среднюю школу № 7, Столинский сельскохозяйственный техникум (Брестская область, Белоруссия) по специальности «экономика сельского хозяйства».
С 1972 года жил в Москве. В 1978—1980 годах проходил срочную службу в береговых частях связи ВМФ в Калининградской области и в Белоруссии, сержант. В начале 1990-х работал экономистом на совместном предприятии «Иком».

### Гибель
19—21 августа 1991 года в период деятельности в Москве Государственного комитета по чрезвычайному положению в СССР (ГКЧП) находился среди граждан, протестовавших против ввода войск в Москву и требовавших демократических преобразований в стране. Погиб в ночь с 20 на 21 августа в районе тоннеля близ Смоленской площади, где на пересечении улиц Чайковского и проспекта Калинина были блокированы восемь боевых машин пехоты (БМП) Таманской мотострелковой дивизии.
Усов бросился на помощь молодому человеку, запрыгнувшему на БМП (бортовой № 536) и пытавшемуся закрыть брезентом её смотровые щели, не обращая внимания на предупредительные выстрелы экипажа. Когда Усов бежал к БМП, одна из пуль, срикошетив, убила его.
Адвокат одного из обвиняемых по делу ГКЧП Владимира Крючкова Юрий Иванов рассказал следующую версию: Усов пытался из-под гусениц БМП увести человека, но в результате сам попал под эту машину.

Могила Усова

Похоронен в Москве на Ваганьковском кладбище (участок 25), где на его могиле установлен памятник.

## Семья
- Отец — Александр Арсентьевич Усов (умер в 2010 году[6]) — контр-адмирал, служил на подводных лодках[7], написал в 2005 году книгу в память о сыне «Записки рядового адмирала».[8][1][2]
- Мать — Софья Петровна Усова (род. 1930)[9][2]
- Дочь — Марина[2]
- Внучка — Милена (род. 2004)[9][2]

## Награды
Указом Президента СССР от 24 августа 1991 года «за мужество и гражданскую доблесть, проявленные при защите демократии и конституционного строя СССР», Усову посмертно присвоено звание Героя Советского Союза с вручением ордена Ленина и медали «Золотая Звезда» (№ 11660).
Награждён медалью «Защитнику свободной России» № 3.